# Kreis Langensalza
| Basisdaten                             | Basisdaten                                         |
| -------------------------------------- | -------------------------------------------------- |
| Bezirk der DDR                         | Erfurt                                             |
| Kreisstadt                             | Bad Langensalza                                    |
| Fläche                                 | 507 km² (1989)                                     |
| Einwohner                              | 45.962 (1989)                                      |
| Bevölkerungsdichte                     | 91 Einwohner/km² (1989)                            |
| Kfz-Kennzeichen                        | F und L (1953–1990) LP (1974–1990) LSZ (1991–1995) |
|                                        |                                                    |
| Der Kreis Langensalza im Bezirk Erfurt |                                                    |

Der Kreis Langensalza war ein Landkreis im Bezirk Erfurt der DDR. Von 1990 bis 1994 bestand er als Landkreis Langensalza in Thüringen fort. Sein Gebiet liegt heute überwiegend im Unstrut-Hainich-Kreis in Thüringen. Der Sitz der Kreisverwaltung befand sich in Bad Langensalza.

## Geographie

### Lage
Der Kreis Langensalza lag in der Mitte des Thüringer Beckens und wird von der Unstrut durchflossen. 

### Nachbarkreise
Der Kreis Langensalza grenzte im Uhrzeigersinn im Norden beginnend an die Kreise Mühlhausen, Sondershausen, Sömmerda, Erfurt-Land, Gotha und Eisenach.

## Geschichte
Am 25. Juli 1952 kam es in der DDR zu einer umfangreichen Verwaltungsreform, bei der unter anderem die Länder der DDR ihre Bedeutung verloren und neue Bezirke eingerichtet wurden. Aus Gemeinden der damaligen Landkreise Erfurt, Gotha und Mühlhausen wurde der neue Kreis Langensalza mit Sitz in Langensalza (seit 1956: Bad Langensalza) gebildet. Der Kreis wurde dem neugebildeten Bezirk Erfurt zugeordnet.
Am 17. Mai 1990 wurde der Kreis in Landkreis Bad Langensalza umbenannt. Anlässlich der Wiedervereinigung der beiden deutschen Staaten wurde der Landkreis im Oktober 1990 dem wiedergegründeten Land Thüringen zugesprochen. Bei der Kreisreform in Thüringen ging er am 1. Juli 1994 fast vollständig im neuen Unstrut-Hainich-Kreis auf. Die Gemeinden Burgtonna und Gräfentonna kamen zum Landkreis Gotha und die Gemeinden Behringen, Craula, Reichenbach, Tüngeda und Wolfsbehringen zum Wartburgkreis.

## Landräte
- Norbert Metz (CDU) (1990–1994)

## Einwohnerentwicklung
| Jahr      | 1960   | 1971   | 1981   | 1989   |
| Einwohner | 51.266 | 50.286 | 46.740 | 45.962 |

## Städte und Gemeinden
Dem Kreis Langensalza gehörten die folgenden Städte und Gemeinden an:
- Alterstedt
- Aschara
- Bad Tennstedt, Stadt
- Ballhausen
- Behringen
- Blankenburg
- Bothenheilingen
- Bruchstedt
- Burgtonna
- Craula
- Eckardtsleben
- Gräfentonna
- Großurleben, am 20. Mai 1974 zu Urleben
- Großvargula
- Großwelsbach
- Grumbach
- Haussömmern
- Henningsleben
- Herbsleben
- Hornsömmern
- Illeben
- Issersheilingen
- Kirchheilingen
- Kleinurleben, am 20. Mai 1974 zu Urleben
- Kleinvargula
- Kleinwelsbach
- Klettstedt
- Kutzleben
- Langensalza, Stadt
- Merxleben
- Mittelsömmern
- Mülverstedt
- Nägelstedt
- Neunheilingen
- Reichenbach
- Schönstedt
- Sundhausen
- Thamsbrück, Stadt
- Tottleben
- Tüngeda
- Urleben, am 20. Mai 1974 neugebildet
- Waldstedt
- Weberstedt
- Wiegleben
- Wolfsbehringen, am 1. Januar 1957 neugebildet
- Zimmern

## Wirtschaft
Wichtige Betriebe waren unter anderen:
- VEB Leder- und Schuhfabrik Bad Langensalza
- VEB Cottana Mühlhausen, Werk Bad Langensalza
- VEB Lebensmittelkombinat Bad Langensalza
- Sektkellerei Bad Langensalza (VEB Vereinigte Thüringer Weinkellereien)
- VEB Druckhaus »Thomas Müntzer« Bad Langensalza (Betrieb der Akademie der Wissenschaften der DDR)
- VEB Elbenaturstein Dresden, Betriebsteil Travertin, Bad Langensalza
- VEB Leichtmetallgusswerke Bad Langensalza
- VEB Kraftfahrzeuginstandsetzung Erfurt, Werk Bad Langensalza
- VEB Westthüringer Kammgarnspinnerei Mühlhausen; Werk 4 Bad Langensalza
- VEB Landbaukombinat Erfurt, Sitz Bad Langensalza
- VEB Dienstleistungskombinat Hauswirtschaft Bad Langensalza
- HO Volkseigener Einzelhandelsbetrieb Bad Langensalza
- Konsum Genossenschaft Kreis Bad Langensalza
- Konsum-Fleischverarbeitungskombinat Erfurt, Betriebsteil Bad Langensalza

## Verkehr
Für den überregionalen Straßenverkehr wurde das Kreisgebiet durch die F 84 von Eisenach über Langensalza nach Sondershausen, die F 176 von Langensalza nach Naumburg und die F 247 von Mühlhausen über Langensalza nach Gotha erschlossen.
Dem Eisenbahnverkehr dienten die Strecken Kühnhausen–Bad Langensalza, Gotha–Bad Langensalza–Leinefelde und Döllstedt–Bad Tennstedt–Straußfurt.

## Kfz-Kennzeichen
Den Kraftfahrzeugen (mit Ausnahme der Motorräder) und Anhängern wurden von etwa 1974 bis Ende 1990 dreibuchstabige Unterscheidungszeichen, die mit dem Buchstabenpaar LP begannen, zugewiesen. Die letzte für Motorräder genutzte Kennzeichenserie war LR 38-16 bis LR 45-00.
Anfang 1991 erhielt der Landkreis das Unterscheidungszeichen LSZ. Es wurde bis zum 31. Januar 1995 ausgegeben. Seit dem 29. November 2012 ist es wieder im Unstrut-Hainich-Kreis erhältlich.